# O-toluidina
L'o-toluidina (leggi: orto-toluidina) è un'ammina aromatica.
A temperatura ambiente si presenta come un liquido incolore dall'odore caratteristico. È un composto sospetto cancerogeno, tossico, irritante, pericoloso per l'ambiente.
Come le altre due toluidine (meta- e para-) trova principalmente impiego nella sintesi di sostanze coloranti.

## Sintesi
Le toluidine vengono ottenute per riduzione dei nitrocomposti corrispondenti. La riduzione può essere condotta con ferro e acido acetico o acido cloridrico (riduzione di Bechamp) o per idrogenazione catalitica con nichel Raney, usando un alcol alifatico leggero (metanolo, etanolo, 1- o 2-propanolo) come solvente.